# Calculator grafic

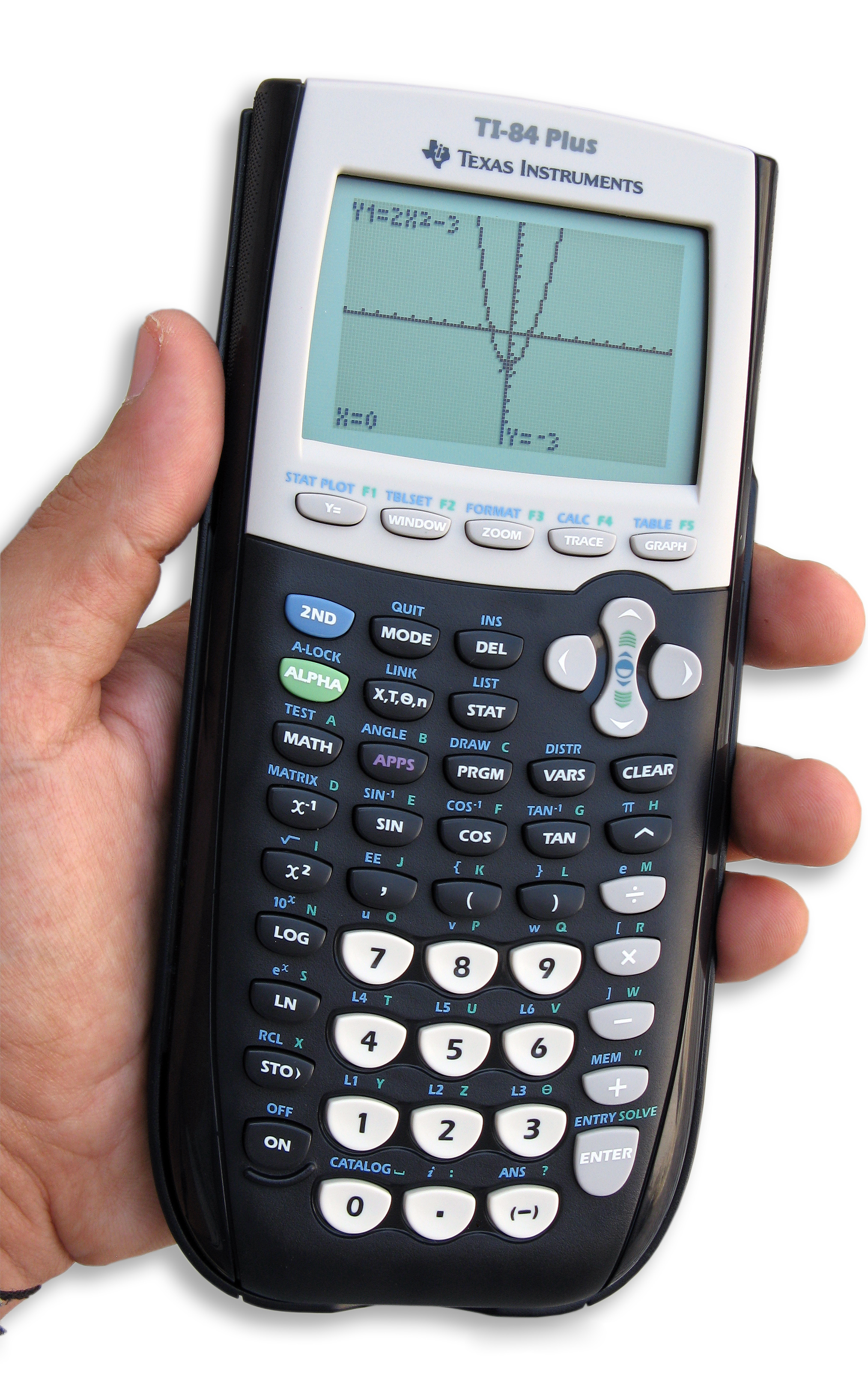
Un calculator grafic tipic produs de Texas Instruments

Un calculator grafic este un computer portabil capabil să traseze grafice, să rezolve sisteme de ecuații și să efectueze alte sarcini cu variabile. Cele mai populare calculatoare grafice sunt calculatoarele programabile⁠(d), permițând utilizatorului să creeze programe personalizate, de obicei pentru aplicații științifice, de inginerie sau educaționale. Au ecrane mari care afișează mai multe linii de text și de calcule.

## Istoric
Un calculator grafic timpuriu a fost proiectat în 1921 de către inginera electrotehnistă americană Edith Clarke⁠(d). Calculatorul a fost folosit pentru a rezolva problemele legate de transmisia liniilor electrice.
Casio a produs primul calculator grafic disponibil comercial în 1985. Sharp a produs primul său calculator grafic în 1986, urmat de Hewlett-Packard în 1988 și de Texas Instruments în 1990.